# Pterobates shelkovnikovi
Pterobates shelkovnikovi är en tvåvingeart som först beskrevs av Paramonov 1928.  Pterobates shelkovnikovi ingår i släktet Pterobates och familjen svävflugor. Inga underarter finns listade i Catalogue of Life.